# Всемирный день вязания в общественных местах

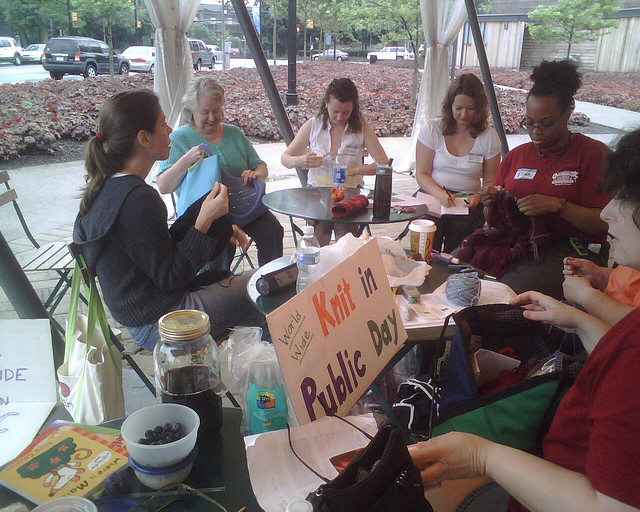
Участницы Всемирного дня вязания 2008 года в Шенли-Плаза, Питтсбург.

Всемирный день вязания в общественных местах — общественная инициатива, популяризирующая вязание.

## Описание
Всемирный день вязания — это крупнейшее в мире мероприятие, посвященное, как труду, так и досуговой практике — вязанию. Каждый регион в разных странах по всему миру организует мероприятие при помощи волонтеров или иной инициативной группы. Сценарии данного мероприятия имеют свои особенности в разных странах и регионах, а также во многом зависят от инициативных групп.
На протяжении многих лет проводились местные мероприятия в Австралии, Китае, Сербии, Англии, Финляндии, Франции, Ирландии, Норвегии, Польше, Словении, Южной Африке, Швеции, США, Германии и Белоруссии, России.
Вязание относится к разряду занятий, не требующих взаимодействия с другими людьми, поэтому консолидирующая общественная инициатива позволяет встретиться и общаться многим рукодельницам, которые живут и работают по соседству, но никогда не общались.
Таким образом, Всемирный день вязания в общественных местах — это возможность выйти на улицу и встретить людей со схожими интересами, поделиться знаниями и обменяться опытом.
Праздник уникален тем, что эта инициатива, идущая снизу, из народа.
Встречи, организуемые на местном уровне, готовятся волонтерами, работающими бесплатно и без каких-либо указаний от государственных структур. В сообществах организуются различные виды деятельности, ориентированные на магазины пряжи, онлайн-форумы или местные группы рукоделия. Встречи проходят в городских пространствах, парках, кафе и магазинах. Во это время участники часто презентуют проекты, над которыми они сейчас работают, учатся вязать крючком или спицами, организуют благотворительные сборы. Существует практика, когда отдельные лица (в том числе общественные деятели) отмечают этот праздник также тем, что публикуют свои фотографии, сделанные во время вязания в общественных местах, в социальных сетях.

## История
Изначально идея и миссия мероприятия заключалась в том, чтобы показать широкой публике, что «вяжут не только бабушки». Инициатором в 2005 году выступила Даниэль Ландес. Этот день проводится ежегодно во вторую субботу июня и часто длится всю неделю до следующего воскресенья. Праздник предназначен для того, чтобы люди, интересующиеся вязанием, могли встретиться и провести время вместе. Праздник используется как повод популяризировать вязание крючком или спицами, а также представить общественности вязальное сообщество. По всему миру люди, которые любят вязать спицами и крючком, собираются вместе в общественных местах — на площадях, улицах или в парках, в кафе, на открытых площадках и других местах. Общественная инициатива началась как способ объединить тех, кто вяжет или интересуется вязанием, чтобы собраться вместе, обменяться мнениями, поделиться опытом, провести мастер-класс по вязанию или показать своё мастерство.
Во многих населенных пунктах есть разные группы вязальщиков (клубы, неформальные объединения), которые никогда не взаимодействуют друг с другом, за исключением Дня вязания в общественных местах. В этот день они собираются вместе, и коллективная встреча становится значимым событием для местного комьюнити.
В 2005 году по всему миру было проведено около 25 локальных мероприятий. В 2006 году было около 70 локальных мероприятий, а в 2007 году почти 200. В 2008-м насчитывалось уже более 700 мероприятий.
США, Великобритания, Австралия и жители Скандинавии лидировали по количеству объявленных в 2015 году мероприятий. Проведение мероприятия в этих странах становится традицией. Например, для Гильдии вязальщиц Снохомиш (штат Вашингтон, США) традиционным местом сбора стала кофейня в публичной библиотеке Эверетта.
В 2015 году только в США их прошло более 230, в Великобритании — свыше 50. К европейцам и американцам в 2022 году присоединились жители Азии и Северной Африки; комплексные мероприятия состоятся в Осаке (Япония), в Шэнчьжэне и Чанша (Китай), в Пномпене (Камбоджа), в Дубае и Йоханнесбурге.
В рамках Всемирного дня вязания на публике устраиваются выставки вязаных изделий, проходят показы моды, мастер-классы, конкурсы и дефиле.
Свои мероприятия проводят магазины, торгующие пряжей и товарами для рукоделия.
Появилась традиция делать акцию «На выезде», когда клуб вязальщиц отправляется в гости к дружественной организации.
В 2017 году в Гомеле (Белоруссия) прошла акция по вязанию «Пледа Дружбы» на ступеньках Гомельской областной библиотеки, где участники вязали мотив «бабушкин квадрат», из которых затем был собран большой, красивый, яркий плед для проведения мероприятий с детьми.

## Благотворительность
Во многих местах акция приобрела благотворительный характер. Часто рукодельницы-волонтеры передают все изделия, связанные в этот день, в фонды для малоимущих граждан либо выставляют их на ярмарках, а все собранные средства направляют на помощь нуждающимся. Активные вязальщицы отправляют вязаные изделия в другие страны и даже на другие континенты, в места, где нуждаются в вязанных вещах.
В России известен благотворительный Клуб «28 петель» — это волонтёры, которые вяжут одежду из натуральной шерсти для недоношенных детей и безвозмездно передают её в перинатальные центры. Данные объединения по всей стране в день вязания вяжут в общественных местах изделия для новорожденных. Акция проходят в разных городах: Челябинске, Чайковском, Архангельске, Вологде.

## В России
В 2010 году в Центральном парке Красноярска состоялось празднование Всемирного дня вязания на публике, которое стало ежегодным. В рамках мероприятия проходит ярмарка и конкурс со следующими номинациями:
- Конкурс головных уборов
- Конкурс скоростного вязания
- Детское дефиле

В 2012 акция прошла в Томске и Саратове. В Саратове благотворительная организация «Одеяло дружбы» совместно с сообществом «Магия рукоделия» и форумом «Бэбисаратов» провели конкурсы скоростного вязания и вязания вслепую, а также коллективный сбор «Одеяла Дружбы» из кусочков, заготовленных заранее каждым участником.
В 2014 акцию провели участницы кружка вязания «Волшебный клубок» при клубе «Хозяюшка» (руководитель Петрова И. А.) из Чебоксар.
В Тамбове состоялась благотворительная акция «Одеяло доброты». Участники акции вязали бабушкины квадраты — детали для одеяла, — которые затем объединили в полотно. Первое «Одеяло добра» передали елецкому Дому ребёнка.
В 2016 году акция прошла в Перми, Минусинске и Тюмени. В 2017 году — в Вилючинске. В 2018 году акция была проведена участницами библиотечного клуба «Лада» на территории пос. Каменецкий в Тульской области, в Брянской областной библиотеке имени Ф. Тютчева, которую организовали работники «Централизованной библиотечной системы» муниципального района Приволжский Самарской области, в рамках работы мобильной библиотеки «Библиобус» и клуба «Литературная среда». В Тюмени прошел марафон «Вяжунемогу».
В 2022 акция прошла в Тюмени, Сызрани, Челябинске, Гатчине, Красноярске и других городах.